# SZD-29 Zefir 3
SZD-29 Zefir 3 – polski jednomiejscowy wyczynowy szybowiec zaprojektowany w Szybowcowym Zakładzie Doświadczalnym w Bielsku-Białej.

## Historia
Bogumił Szuba przystępując w 1961 r. do opracowania nowej wersji Zefira zakładał opracowanie nowej konstrukcji dedykowanej startowi Polaków w Szybowcowych Mistrzostwach Świata w klasie otwartej. Miał powstać szybowiec o wysokiej doskonałości (powyżej 40), przystosowany do szybkich i dalekich przelotów.
Na bazie doświadczeń związanych z projektowaniem i produkcją poprzednich Zefirów zdecydowano się na zwiększenie rozpiętości, powierzchni nośnej i długości szybowca. Skrzydło, o konstrukcji skorupowej, otrzymało obrys trapezowy. Było wyposażone na całej długości, łącznie z lotkami, w klapy Fowlera. Nowością był płytowy ster wysokości z klapką wyważającą. Szybowiec był wyposażony w spadochron hamujący, który przetestowano na szybowcu SZD-25Z Lis. Zmieniono również przekrój kadłuba na eliptyczny, zbliżony do kołowego.
W latach 1962-63 wykonano rysunki projektowe, w 1964 r. wykonano próby statyczne. Pierwszy prototyp o znakach rejestracyjnych SP-2465 oblatał Stanisław Skrzydlewski na lotnisku w Lesznie w dniu 26 kwietnia 1965 r. Zbudowano jeszcze drugi prototyp o znakach SP-2466. Zastosowano w nim spadochronik hamujący z możliwością wciągania w locie. W porównaniu z Zefirem 2 zwiększono rozpiętość i powierzchnię nośną skrzydeł oraz długość kadłuba. Przeciągające się prace projektowe oraz postęp technologiczny sprawiły, że podjęto decyzję o niekierowaniu Zefira 3 do produkcji seryjnej.

## Konstrukcja
Jednomiejscowy grzbietopłat o konstrukcji drewnianej.
Skrzydło dwudzielne o obrysie trapezowym o konstrukcji skorupowej złożonej z wielu warstw sklejki o zmiennej grubości wzdłuż cięciwy, wielopodłużnicowej, bezdźwigarowej. Wyposażone w klapy typu Flowera na całej rozpiętości, lotki dwuszczelinowe.
Kadłub wrzecionowaty o przekroju zbliżonym do kołowego, konstrukcji półskorupowej kryty sklejką. Pokrycie przodu kadłuba i przejść skrzydło-kadłub z laminatu szklanego. Na końcu kadłuba mieści się spadochron hamujący. Zaczep do lotu na holu u dołu kadłuba pod środkiem kabiny. Kabina zakryta.
Usterzenie poziome o obrysie trapezowym typu płytowego bez statecznika z klapką, co było nowością w szybowcach SZD, ze sklejkowym pokryciem przekładkowym. Usterzenie pionowe trapezowe. 
Podwozie jednotorowe, koło główne chowane w locie, stałe kółko ogonowe.